# Am Markte
Der Marktplatz in Hannover, heute Am Markte genannt, war der in der heutigen Landeshauptstadt gelegene historische Marktplatz für die Einwohner und Bürger der Stadt. Er war „seit dem Mittelalter städtebaulicher Mittelpunkt und politisch-gesellschaftliches Zentrum der Altstadt“ und bildete zugleich den Kern der alten Marktsiedlung. Die von dem gotischen Alten Rathaus und der Marktkirche dominierte Anlage markiert zugleich „die südlichste Grenze der großen norddeutschen Backsteinkirchen.“

## Geschichte

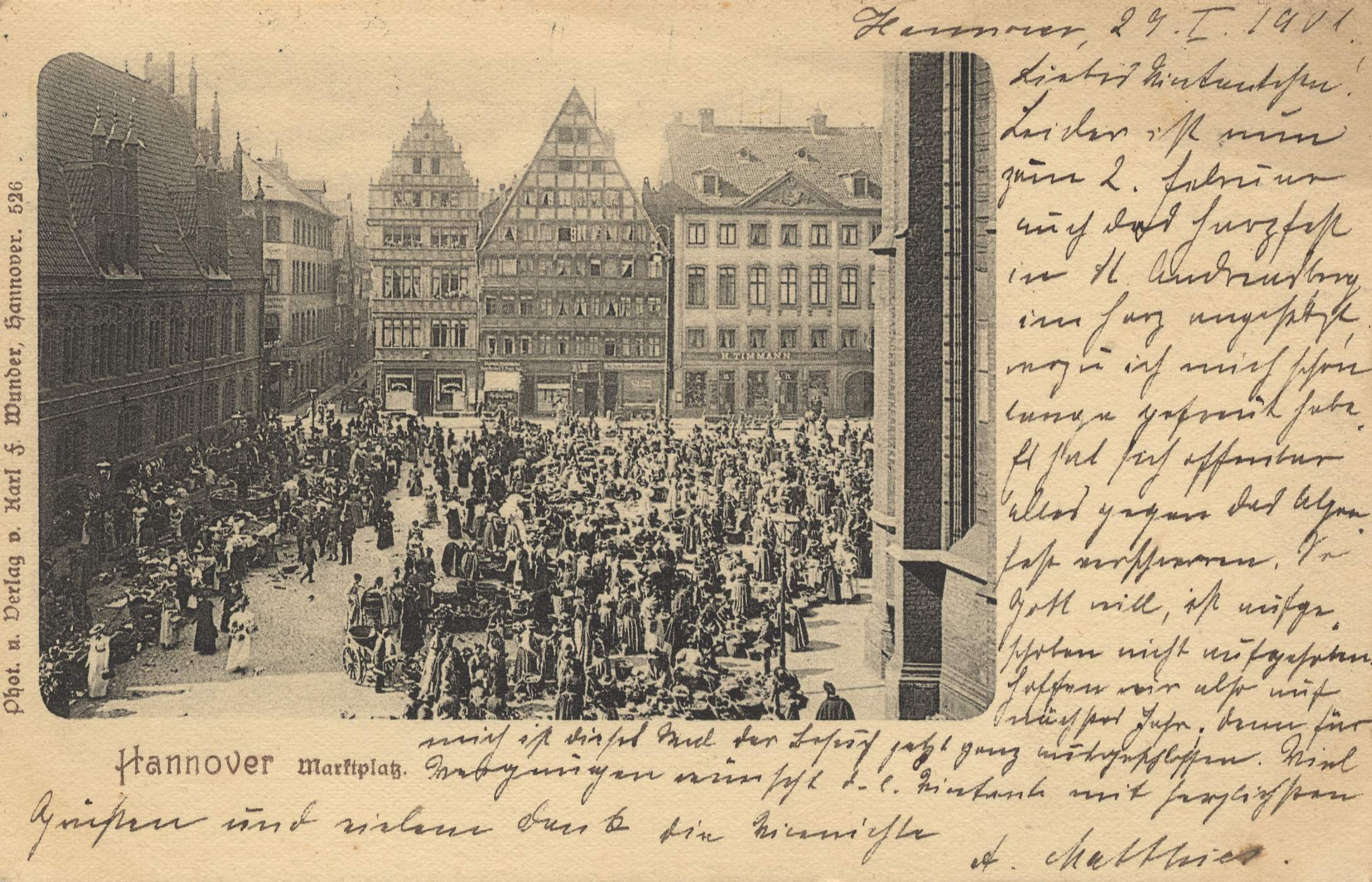
Um 1898: Marktgetümmel zwischen Kirche, Rathaus und alten Fachwerkhäusern;
Ansichtskarte Nr. 525 von Karl F. Wunder

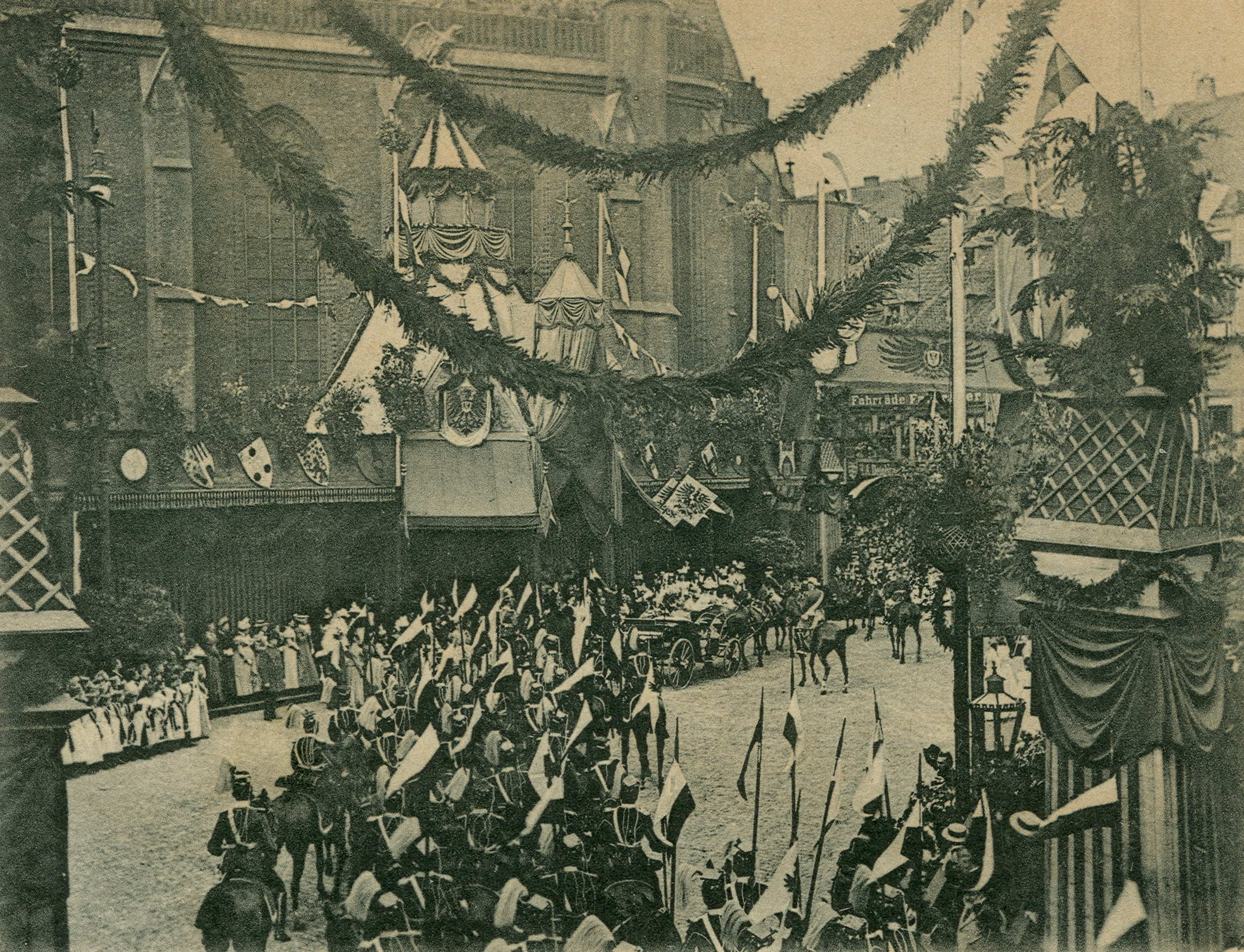
1898: Einzug von Kaiser Wilhelm während der Kaisertage in Hannover

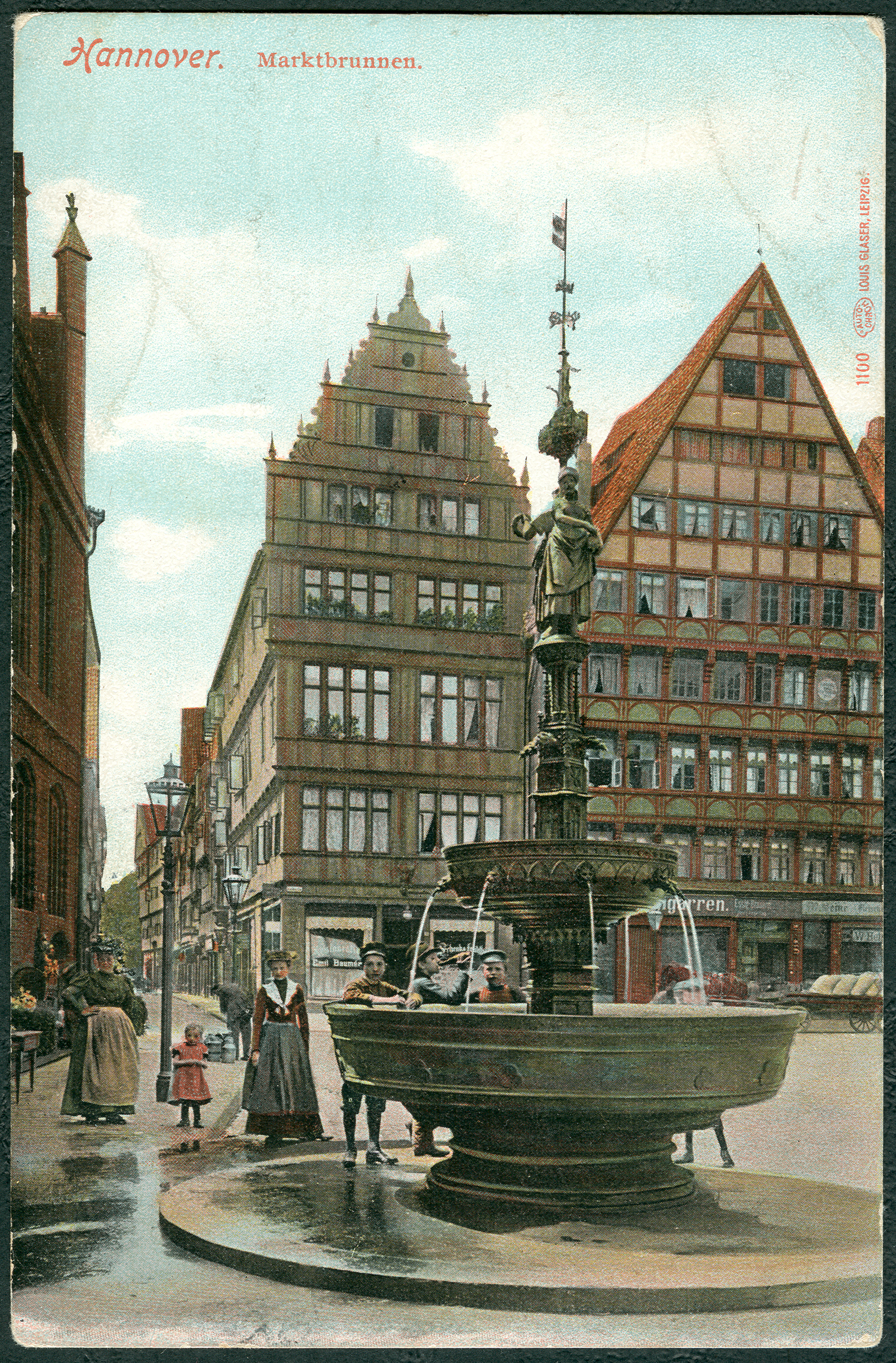
Der nach dem Baumeister Conrad Wilhelm Hase benannte Hase-Brunnen
Autochrom-Karte Nr. 1100 von Louis Glaser

Bereits um das Jahr 1100 konnte sich im Schutz der Lehnshöfe der Billunger an der Burgstraße neben dem Dorf Tigislehe eine frühe Marktsiedlung entwickeln. Als Platz entwickelte sich die Anlage etwa in der ersten Hälfte des 12. Jahrhunderts gemeinsam mit dem Vorgängerbau der Marktkirche. Etwa um das Jahr 1200 erhielt der öffentliche Raum eine Pflasterung; der vom Marktplatz abführende Bohlendamm erinnert mit seinem Namen an die Befestigung des Untergrundes.
Jahrhundertelang diente der Platz an der Marktkirche zudem als Kirchfriedhof: Unter den bei einer Kellergrabung zufällig gefundenen Artefakten befand sich neben einer Urne auch ein erhaltenes menschliches Skelett.
Um 1230 wurde das erste hannoversche Rathaus errichtet, etwa zeitgleich auch die Amtshäuser der Bäcker und Schuster.
1277 wurde der Platz westlich der Schmiedestraße als „Forum“ erwähnt.
Lange galt der mit vielfältigen Fachwerk- und Steinbauten umgebene Marktplatz als Mittelpunkt des städtischen Lebens; erst im 19. Jahrhundert verlor er seine wirtschaftlichen und politischen Funktionen.